# شیر سری‌لانکا
شیر سریلانکا که به نام شیر سیلان نیز شناخته می‌شود، یک زیرگونه پیشاتاریخی از شیر است که بومی سریلانکا بوده است. به نظر می‌رسد که این جانور در ۳۷٬۰۰۰ سال پیش و پیش از ورود انسان نوین به این ناحیه، منقرض شده باشد.
این شیر تنها از روی دو دندانی که در کوروویتا پیدا شدند، شناسایی گشته است. بر پایه این دندان‌ها، این زیرگونه در سال ۱۹۳۹ طبقه‌بندی شد. با این حال اطلاعات کافی درباره فرگشت این جانور و اینکه با دیگر شیرها چه فرقی داشته است وجود ندارد. درانیاگالا کسی که این شیر را طبقه‌بندی نمود درباره اینکه چگونه می‌توان بر پایه دو دندان این زیرگونه را جدا کرد توضیح نداد ولی بر پایه آنکه این دندان‌ها در مقایسه با دندان‌های دیگر زیرگونه‌های شیر موجود در موزه تاریخ طبیعی لندن "باریک‌تر و ظریف‌تر" بودند، این شیر را زیرگونه‌ای جدا شناخت.